# Tourneville
Tourneville és un municipi francès situat al departament de l'Eure i a la regió de Normandia. L'any 2007 tenia 334 habitants.

## Demografia

### Població
El 2007 la població de fet de Tourneville era de 334 persones. Hi havia 114 famílies de les quals 16 eren unipersonals (4 homes vivint sols i 12 dones vivint soles), 35 parelles sense fills i 63 parelles amb fills.
La població ha evolucionat segons el següent gràfic:
Habitants censats

### Habitatges
El 2007 hi havia 136 habitatges, 114 eren l'habitatge principal de la família, 16 eren segones residències i 6 estaven desocupats. 135 eren cases i 1 era un apartament. Dels 114 habitatges principals, 101 estaven ocupats pels seus propietaris, 11 estaven llogats i ocupats pels llogaters i 2 estaven cedits a títol gratuït; 2 tenien dues cambres, 11 en tenien tres, 18 en tenien quatre i 84 en tenien cinc o més. 94 habitatges disposaven pel capbaix d'una plaça de pàrquing. A 31 habitatges hi havia un automòbil i a 81 n'hi havia dos o més.

### Piràmide de població
La piràmide de població per edats i sexe el 2009 era:
| Homes | Edats   | Dones |
| ----- | ------- | ----- |
| 0     | 95 o +  | 0     |
| 0     | 90 a 94 | 0     |
| 0     | 85 a 89 | 4     |
| 0     | 80 a 84 | 0     |
| 4     | 75 a 79 | 4     |
| 4     | 70 a 74 | 4     |
| 4     | 65 a 69 | 8     |
| 0     | 60 a 64 | 0     |
| 16    | 55 a 59 | 8     |
| 4     | 50 a 54 | 4     |
| 32    | 45 a 49 | 20    |
| 8     | 40 a 44 | 20    |
| 8     | 35 a 39 | 4     |
| 4     | 30 a 34 | 8     |
| 0     | 25 a 29 | 4     |
| 8     | 20 a 24 | 4     |
| 20    | 15 a 19 | 28    |
| 12    | 10 a 14 | 12    |
| 8     | 5 a 9   | 12    |
| 12    | 0 a 4   | 4     |

## Economia
El 2007 la població en edat de treballar era de 232 persones, 184 eren actives i 48 eren inactives. De les 184 persones actives 176 estaven ocupades (94 homes i 82 dones) i 8 estaven aturades (2 homes i 6 dones). De les 48 persones inactives 21 estaven jubilades, 20 estaven estudiant i 7 estaven classificades com a «altres inactius».

### Ingressos
El 2009 a Tourneville hi havia 120 unitats fiscals que integraven 346 persones, la mediana anual d'ingressos fiscals per persona era de 24.593 €.

### Activitats econòmiques
Dels 11 establiments que hi havia el 2007, 2 eren d'empreses de fabricació d'altres productes industrials, 3 d'empreses de construcció, 2 d'empreses de comerç i reparació d'automòbils, 1 d'una empresa d'hostatgeria i restauració, 2 d'empreses de serveis i 1 d'una entitat de l'administració pública.
Dels 3 establiments de servei als particulars que hi havia el 2009, 1 era una fusteria, 1 electricista i 1 perruqueria.

## Poblacions més properes
El següent diagrama mostra les poblacions més properes.